# Marschallbrücke
Die Marschallbrücke ist eine Brücke über die Spree im Berliner Ortsteil Mitte, die die Luisenstraße mit der Wilhelmstraße verbindet. Sie wurde Ende des 19. Jahrhunderts als Ersatz vorhergehender Spreequerungen errichtet und inzwischen mehrfach repariert und saniert. Die Marschallbrücke trägt ihren Namen nach dem Feldmarschall Blücher, der in den Befreiungskriegen erfolgreich agiert hatte und steht unter Denkmalschutz.

## Geschichte
Vermutlich schon Ende des 17. Jahrhunderts verband etwa 200 Meter spreeaufwärts (ungefähr in Höhe der heutigen Bunsenstraße) ein hölzerner, Laufbrücke genannter Fußgängersteg die neu angelegte Dorotheenstadt mit dem nördlichen Spreeufer. Auf beiden Seiten befand sich Grundbesitz der Kurfürstin Dorothea, der parzelliert und an Bauwillige verkauft worden war.
Der jüdische Bankier Veitel Heine Ephraim ließ 1740 die Brücke erneuern, weshalb sie danach auch Judenbrücke oder Ephraimbrücke genannt wurde. Sie wurde aber schon 1795 wegen Baufälligkeit wieder abgerissen und durch eine neue hölzerne Fußgängerbrücke an gleicher Stelle ersetzt. In einer Beschreibung der Dorotheenstadt um 1800 wird eine hölzerne Brücke an dieser Stelle erwähnt: „Die ‚letzte Straße‘ endigte westwärts, nicht weit von der […] ‚kleinen Wallstraße‘, mit einem durch Zäune geschlossenen Holzmarkt, von dem nordwärts eine Gasse bis zur Spree führte, über die eine hölzerne Brücke nur für Fußgänger geschlagen war“.
1804 wurde nach den Plänen von David Gilly mit dem Bau einer neuen Brücke begonnen, deren Standort nicht genau bekannt ist, wahrscheinlich etwa 70 Meter stromabwärts der alten Ephraimbrücke. Der Bau wurde aber nicht vollendet. Nachdem die Uferpfeiler und von den fünf Strompfeilern drei in den Gründungsbauten fertig waren, stockte kriegsbedingt 1806 das Bauvorhaben.
Nach Ende der Befreiungskriege sollte die Brücke nun im Zuge der geplanten Verlängerung der Wilhelmstraße (Neue Wilhelmstraße) im Zusammenhang mit der Bebauung der Friedrich-Wilhelm-Stadt errichtet werden.
Karl Friedrich Schinkel fertigte 1818 neue Pläne für eine gusseiserne Brücke an. Nach Baubeginn im Jahr 1819 ließ der preußische König Friedrich Wilhelm III. die Arbeiten wegen der hohen Kosten einstellen. So wurde die Brücke nach vereinfachten Vorlagen 1820 zu einer verkehrstüchtigen fünffeldrigen Brücke mit Klappen im Mittelfeld errichtet. Die neue Brücke erhielt massive Pfeiler sowie eine preisgünstige Verkleidung mit Brettern, wodurch die Illusion einer massiven Steinbrücke entstand, die Baukosten waren aber entschieden geringer. Sie erhielt zu dieser Zeit ihren heutigen Namen Marschallbrücke vermutlich in Erinnerung an den legendären Feldmarschall Blücher.

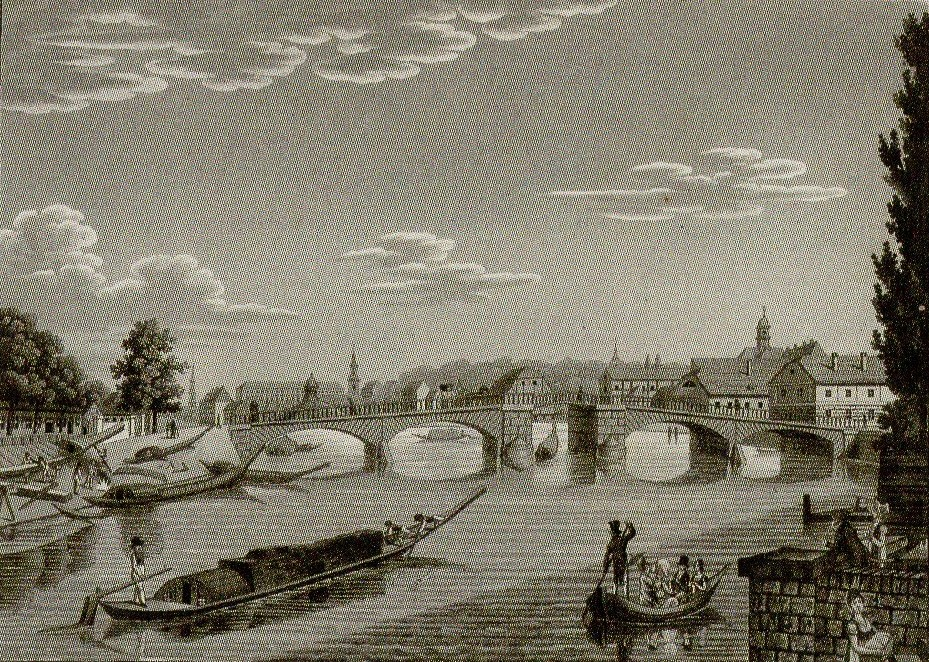
Marschallbrücke im Jahr 1823

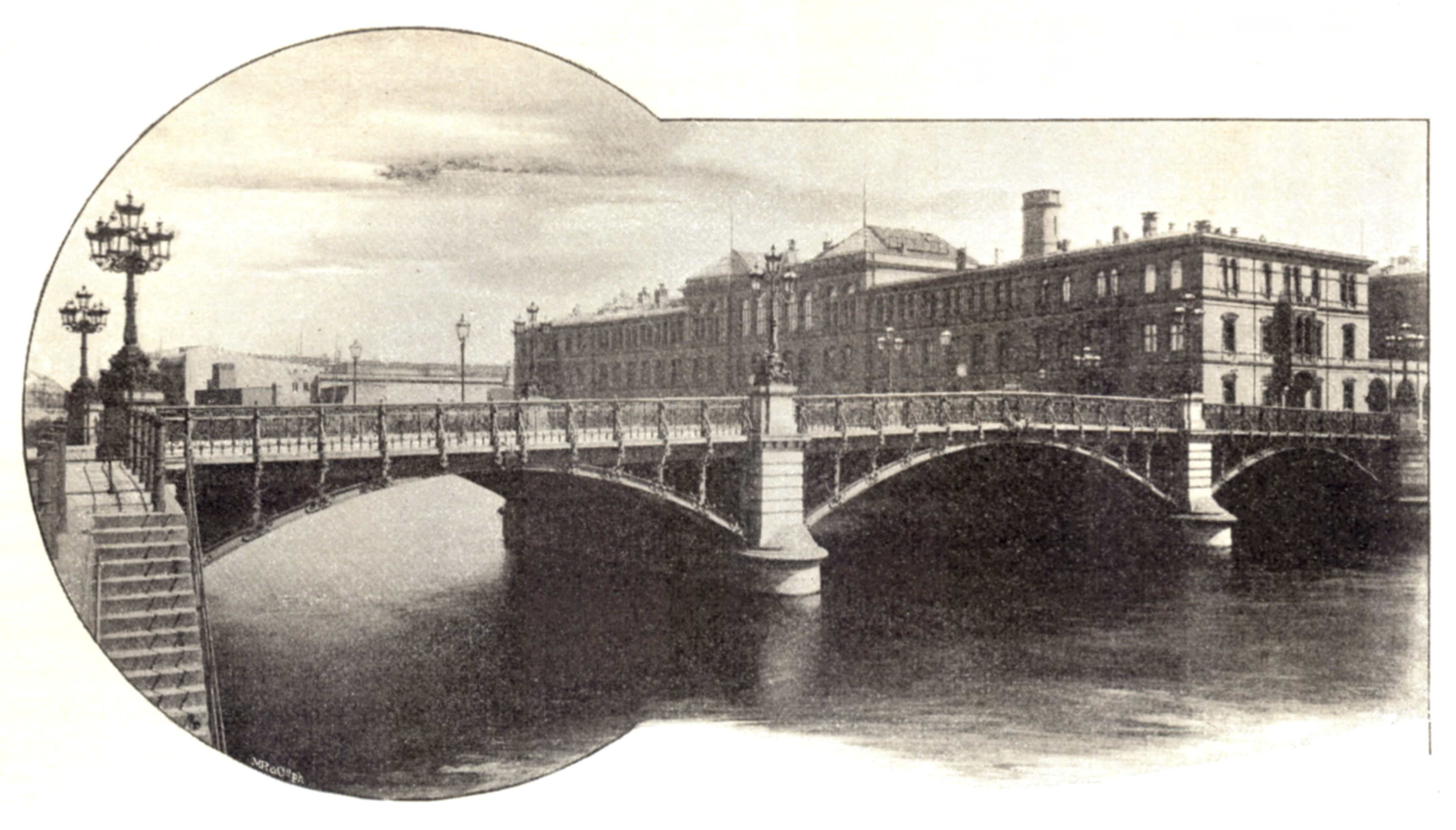
Blick auf die Brücke, um 1896

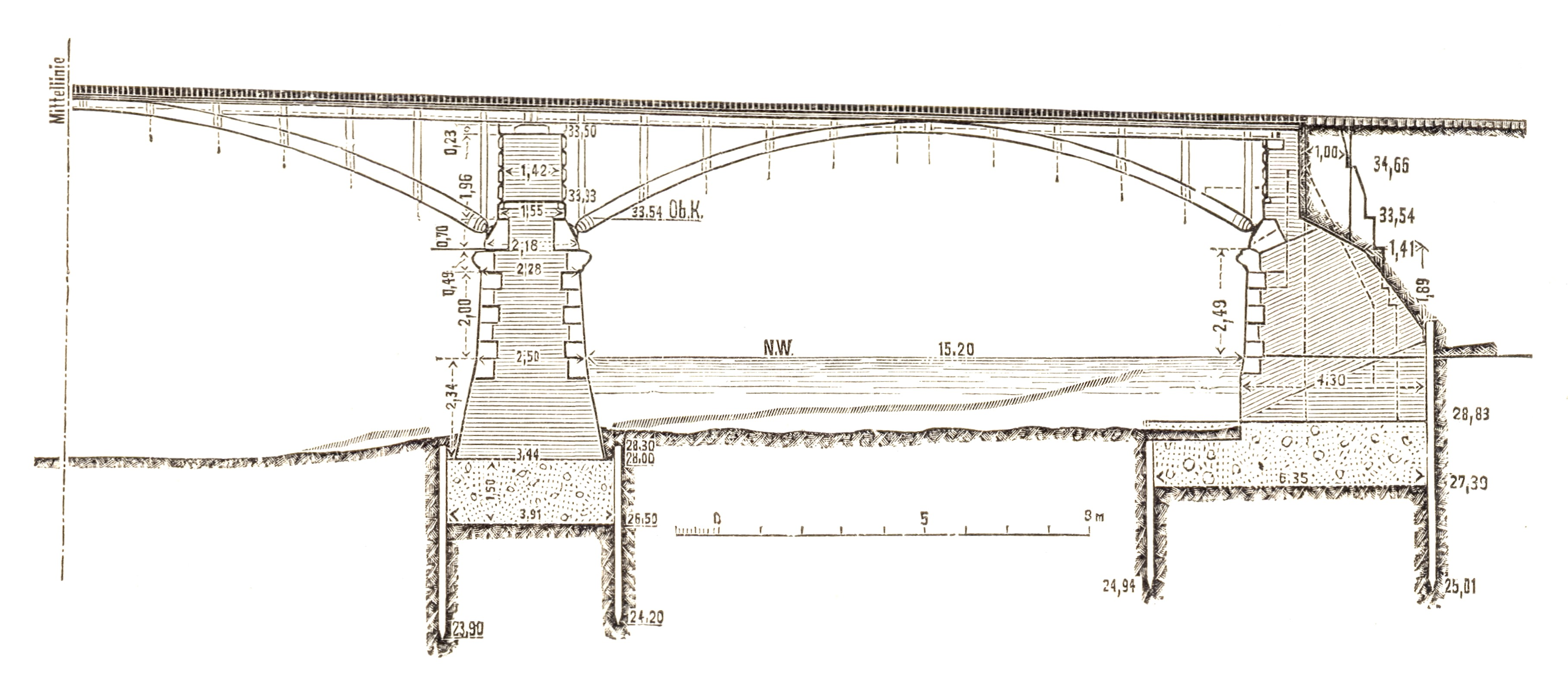
Längsschnitt der Brücke

Der gestiegene Verkehr zwischen der Dorotheenstadt und der Friedrich-Wilhelm-Stadt sowie die Reparaturanfälligkeit und die schmale Fahrbahn der Marschallbrücke führten zu einem vom Berliner Magistrat in Auftrag gegebenen Neubau. 1881/1882 wurde die neue Brücke nach Plänen von Paul Gottheiner als Eisen- und Stahlbrücke erster Generation gebaut, wie sie in der Berliner Innenstadt damals mehrfach zur Ausführung kam. Sie bestand aus drei schmiedeeisernen Zweigelenkfachwerkbögen und wurde auf zwei mit Granit verkleideten Strompfeilern in der Spree gelagert. Sie erhielt reichen Schmuck durch schmiedeeiserne Kandelaber über den Pfeilern, durch ornamentale Brückengeländer und gesonderte Metallreliefs an den Bogenscheiteln, die von der renommierten Kunstschmiedewerkstatt Eduard Puls hergestellt wurden. Bis 1945 verkehrten mehrere Straßenbahnlinien über die Brücke.
Im Zweiten Weltkrieg erlitt die Marschallbrücke, wie mehr als 20 andere Berliner Spreebrücken auch, durch eine Sprengung starke Schäden, womit die Wehrmacht während der Schlacht um Berlin im April 1945 den Vormarsch der Roten Armee in das Berliner Stadtzentrum verhindern wollte. Gleich nach Kriegsende wurde der zerstörte südliche Brückenbogen mit Stahlträgern notdürftig repariert. Die Behelfskonstruktion diente den Fußgängern, vor allem aber der Überführung einer Trümmerbahn, mit welcher die Ruinen der nahe gelegenen Regierungsbauten beseitigt wurden. Die Brücke wurde anschließend mit weiteren Stahlträgern, einem neuen Geländer und einem neuen Brückenbelag versehen. Wegen der Nähe zur 1961 errichteten Berliner Mauer und des in diesem Bereich nicht sehr starken Verkehrs wurden jahrzehntelang keine weiteren Reparaturen oder Sanierungsarbeiten vorgenommen.
Der Fall der Mauer brachte einen enormen Anstieg der Verkehrsbelastung der Marschallbrücke. In den Jahren ab 1997 wurde deshalb eine Grundinstandsetzung unvermeidlich, bei der die Baufachleute gleichzeitig die noch vorhandenen Reste der Eisenfachwerkkonstruktion erhalten wollten. Die Anforderungen des Schiffsverkehrs auf der Spree, die Wünsche der Denkmalschutzbehörde und statisch-konstruktive Notwendigkeiten wurden mithilfe eines Umbau-Wettbewerbs zu einem tragfähigen Kompromiss vereinigt. Den zur Ausführung gelangten Entwurf reichten der Architekt Benedict Tonon und der Brückenbauingenieur Gerhard Pichler ein, der den Erhalt bestehender Brückenelemente vorsah. Die Baufirmen Schmitt Stumpf Frühauf und Sächsische Maschinenbau GmbH setzten die Pläne um. Für die Verbreiterung der Fahrrinne der Spree wurde der südliche Strompfeiler entfernt und eine neue Stahlkonstruktion zwischen südlichem Widerlager und dem verbliebenen, in ursprünglicher Form wiederhergestellten aber tiefer gegründeten Nordpfeiler gespannt. Die geborgene mittlere Bogenkonstruktion wurde anschließend von Tonon in den neuen Anhalter Steg am Deutschen Technikmuseum integriert. Die besterhaltenen alten Unterzug-Bögen wurden zu zwei begleitenden Fußgängerbrücken umgebaut. Eine abgesetzte Farbgebung und die konträren Brückenelemente bestimmen das heutige Bild der Marschallbrücke, die trotz dieser Umbauten ihren 1990 festgelegten Denkmalschutz behalten konnte.
Nach dem Jahr 2011 mussten die bei der letzten Sanierung installierten modern gestalteten Brückenleuchten erneuert werden, da sie allesamt nicht mehr funktionierten. Die zuständige Behörde erklärte den Ausfall mit einer Datenpanne.

## Beschreibung
Das Spannbeton-Brückenbauwerk hat eine nutzbare Länge von 57 Metern und bildet eine Querung über das Flussbett der Spree. Nach ihrer Bauform ist sie eine Rahmenbrücke und lagert auf gemauerten Strompfeilern und auf zwei Widerlagern an den Ufern. Sie überführt mit obenliegender Fahrbahn die Wilhelmstraße. Die Gesamtbreite in der Mitte der Brücke beträgt 19 Meter, davon sind 15 Meter für den Fahrverkehr reserviert, die Fußgänger haben auf beiden Seiten Wege in circa zwei Meter Breite. Zur Konstruktion heißt es bei Structurae: „Der Überbau für die Fahrbahn besteht aus insgesamt 16 werkseitig vorgespannten Doppelverbund-Trägern (SAM Spannverbund, Z-26.2-40) mit den Trägerlängen 36 m bzw. 21 m. Der Trägerstoß liegt nicht auf dem Strompfeiler.“
Von der ursprünglichen Brücke aus dem Ende des 20. Jahrhunderts ist das nördliche Brückenfeld mit dem genieteten Stahltragbogen erhalten und wurde in den Neubau integriert. Das Geländer dieses Brückenfeldes war als Schmuck aus Schmiedeeisen gefertigt und wurde beim Neubau der Brücke nach historischen Vorlagen von der Berliner Firma Fittkau Metallgestaltung komplett erneuert. Der neue Brückenteil ist mit einem Metallgittergeländer versehen worden.
Auf den gemauerten Strompfeilern sind die (oben genannten) Beleuchtungskörper angebracht.
Von den ursprünglich zwei Fahrstreifen in jede Richtung diente je einer bis in die 2010er Jahre als geduldeter Autoabstellplatz. Im Zusammenhang mit den verstärkten Senatsaktivitäten zur Stärkung des Fahrradverkehrs wurde im Jahr 2019 auf jeder Seite ein Steifen zu einem Fahrradweg umfunktioniert.

## Im Umfeld
Südöstlich der Marschallbrücke befindet sich das ARD-Hauptstadtstudio, auf der anderen Straßenseite der Wilhelmstraße der Gebäudekomplex des Jakob-Kaiser-Hauses. Auf der Nordwestseite grenzt das Marie-Elisabeth-Lüders-Haus an die Brücke bzw. die dort beginnende Luisenstraße.